# Marion Stoltz
Marion Stoltz (née le 30 août 1990 à Dijon) est une escrimeuse française, spécialiste du sabre. Elle fait partie du Cercle d'escrime orléanais. Elle débute l'escrime à l'âge de 6 ans dans son club de formation à l'ASPTT Dijon avec le maître Jean-Pierre Harbelot[réf. souhaitée].

## Palmarès
- Championnats de France
  -  Championne de France par équipe aux Championnats de France d'escrime 2016
  -  Championne de France par équipe aux Championnats de France 2014[1]
  -  Championne de France par équipe aux Championnats de France 2012
  -  Championne de France par équipe aux Championnats de France 2010
  -  Championne de France individuelle junior en 2010
  -  Championne de France individuelle  cadette en 2007
  -  Vice-championne de France individuelle aux Championnats de France 2012
  -  Vice-championne de France par équipe junior en 2009
- Coupe du monde d'escrime
  -  Médaille d'or à la coupe du monde junior de Dourdan en 2010
  -  Médaille d'argent à la coupe du monde junior de Dormaggen en 2009
  - Finaliste au grand prix de Moscou en 2011
  - Finaliste au grand prix d’Orléans en 2014
- Championnats d'Europe
  -  Médaille de bronze en individuel aux Championnats d'Europe d'escrime 2012[2],[3]
  -  Médaille de bronze par équipe aux Championnats d'Europe cadets d'escrime 2007 à Novisad
- Jeux olympiques
  - Partenaire d'entraînement de Léonore Perrus lors des jeux olympiques d'été de 2012 à Londres[3]
- Champions league
  -  Médaille d'or par équipe en 2015
  -  Médaille d'or par équipe en 2013